# 4554 Fanynka
4554 Fanynka је астероид главног астероидног појаса. Приближан пречник астероида је 24,48 ,
а средња удаљеност астероида од Сунца износи 3,183 астрономских јединица (АЈ).
Инклинација (нагиб) орбите у односу на раван еклиптике је 9,216 степени, а орбитални период износи 2074,751 дана (5,680 година). Ексцентрицитет орбите астероида износи 0,120.
Апсолутна магнитуда астероида износи 11,40 а геометријски албедо 0,081.
Астероид је откривен 28. октобра 1986. године.